# Manfred Dähling
Manfred Dähling (* 21. Mai 1952 in Königs Wusterhausen) ist ein ehemaliger deutscher Fußballspieler.
Er spielte von 1973 bis 1975 bei Vorwärts Stralsund. In dieser Zeit spielte er mit dem Stralsunder Verein auch in der höchsten Spielklasse der DDR, der Oberliga, nämlich in der Saison 1974/1975, in der er ein Mal zum Einsatz kam.